# Paristiopterus
Paristiopterus is een geslacht van straalvinnige vissen uit de familie van harnashoofdvissen (Pentacerotidae).

## Soorten
- Paristiopterus gallipavo Whitley,  1944
- Paristiopterus labiosus (Günther, 1872)